# Gianni Bonadonna
Gianni Bonadonna (* 28. Juli 1934 in Mailand; † 6. September 2015 ebenda) war ein italienischer Mediziner (Onkologie).
Gianni Bonadonna erhielt 1959 seinen Laurea-Abschluss in Medizin an der Universität Mailand und war als Postdoktorand von 1961 bis 1964 in den USA am Memorial Sloan-Kettering Cancer Center in New York. Nach seiner Rückkehr war er am Istituto Nazionale dei Tumori (INT) in Mailand, wo er den Rest seiner Karriere blieb und Direktor der Abteilung medizinische Onkologie war.
Er fand 1972 eine Chemotherapie für das Hodgkin-Lymphom (ABVD-Schema) und entwickelte in den 1970er Jahren eine erfolgreiche adjuvante Chemotherapie gegen Brustkrebs (mit Cyclophosphamid, Methotrexat, Fluorouracil). Außerdem war er maßgeblich für die Einführung kontrollierter klinischer Studien in der Onkologie in Italien. 
Bonadonna führte klinische Studien zu den Chemotherapeutika (Zytostatika) Doxorubicin, Bleomycin und Epirubicin durch. Er ist der Autor von verschiedenen Büchern, darunter über das Leben nach einem Schlaganfall und 2006 ein Buch, in dem schwerkranke Ärzte über Reformideen im Gesundheitswesen schreiben.
1993 erhielt er den Kettering-Preis und er erhielt den Dr. Josef Steiner Krebsforschungspreis. 2004 wurde er Ehrendoktor der Universität Turin. 1999 erhielt er den ersten Umberto Veronesi Award for the Future Fight Against Breast Cancer.

## Schriften
- Appuntamento col Padreterno, Mailand: Montedit, 2014
- Una guerra da vincere, Mailand: Guerini e Associati, 2010
- Medicina oncologica, Mailand: Elsevier Masson, 2007
- Coraggio, ricominciamo.Tornare alla vita dopo un ictus: un medico racconta, 2005
- mit Sandro Bartoccioni: Dall'altra parte, BUR Biblioteca Univ. Rizzoli, 2006
- La cura possibile - Nascita e progressi dell'oncologia, Mailand: Cortina, 2001
- Medicina eterna, Mailand: Rizzoli, 1993